# Harada Tecuja
Tetsuya Harada (Csiba, 1970. június 14. –) japán motorversenyző, a MotoGP 1993-as 250cc-s világbajnoka.
1988-ban megnyerte a 125cc-es japán junior bajnokságot. Ezek után 1990-ben a japán bajnokság 250cc-s kategóriájában próbálhatta ki magát amit 1992-ben meg is nyert.
Első világbajnoki fellépésére 1990-ben került sor a suzukai nagydíjon, ahol első versenyén a bravúros 7. helyet érte el szabadkártyás versenyzőként. Ugyanígy 1991-ben, és 1992-ben is mindössze a japán nagydíjon indult, ahol 6. lett aztán '92-ben nem érkezett célba.
Ezekkel a tapasztalatokkal felvértezve az 1993-as szezonnak már szponzorált pilótaként vághatott neki, és a teljes szezont végig versenyezhette. Rögtön az első évében világbajnoki címet szerzett, messze ő volt a legjobb Yamahás, és a szoros bajnokságba olyan versenyzőket utasított maga mögé, mint Loris Capirossi, vagy Max Biaggi. A versenyek felén dobogós helyezést ért el, és négy futamgyőzelmet aratott, beleértve a hazai nagydíját is Japánban.
A '94-es szezonban csuklótörés hátráltatta, így csak egy összesített 7. helyet tudott felmutatni, három dobogós helyezéssel. 
'95-ben Biaggi fő riválisaként tért vissza, és egy győzelemmel illetve nyolc második helyezéssel csak a 2. helyett tudta megkaparintani az összesítésben.
Ezek után a '96-os szezon nem alakult jól számára, ugyanis a Yamaha erőtlensége miatt nem tudott felnőni az olasz Biaggi mellé, és csak nyolcadik lett, igaz egy első helyet azért sikerült megszereznie, és így négyszer állt dobogón.
A szezon végén már a visszavonuláson gondolkodott, amikor az Aprilia egy gyári szerződéssel lepte meg és folytatta.
Nem is akárhogyan, a szezonban összegyűjtött 235 pontot gyűjtött, igaz ez csak egy harmadik helyhez volt elég a zsinórban a negyedik világbajnoki címét szerző Max Biaggi, és Ralf Waldmann mögött. Ebben az évben Harada kilencszer állt dobogón, és ebből háromszor nyert.
1998 volt az első olyan szezon, ahol Biaggi már nem volt ott, így a végig domináló gyári aprilia csapat három pilótája osztozott a dobogós helyeken a szezon végén. A világbajnoki cím a szezon utolsó versenyén dőlt el Argentínában. Harada és Capirossi küzdöttek a címért, a csapat utasította is a tabellán harmadik helyen álló Valentino Rossit, hogy ne avatkozzon bele az ő csatájukba. Ez így is lett. Rossi utcahosszal nyert, egyedül a második helyért volt küzdelem a két bajnokaspiráns között. Ez a helyzet Harada bajnoki címét eredményezte volna, de óriási változás történt az utolsó körben, ahol az elkeseredett Capirossi pár kanyarral a vége előtt felöklelte Haradát, és második lett. Harada óvást nyújtott be, amit előbb elfogadtak, majd pár nappal később a FIM és az IRTA megváltoztatva korábbi döntését elutasítottak, figyelembe vették ugyanis Capirossi addigi egész pályafutására jellemző végtelenül sportszerű motorozását. Ezzel Capirossi lett az első, és mivel Harada pont nélkül maradt, így Rossi is megelőzte. Ebben az évében nyolc dobogós helyezéséből 5 első hely volt.
1999-ben kategóriát váltott, és az 500cc-ben próbálkozott Apriliával. Két dobogós eredményt tudott felmutatni, és egy összesített 10. helyet. A következő szezonban a motor gyengeségén túl már ő sem volt olyan lelkes, és 16. lett a szezon végén.
2001 volt az utolsó próbálkozása a világbajnoki trón visszahódítására, ami azonban megintcsak nem sikerült, ugyanis a honfitársa Daijiro Kato megállíthatatlannak bizonyult. Harada második lett 273 ponttal, 13 dobogós helyezéssel, és mindössze 3 győzelemmel.
2002-ben visszatért a királykategóriába egy Honda nyergében de a nehéz szezon végén úgy döntött hogy befejezi karrierjét, ebben az évben ugyanis csak 17. lett.
21 rajtelsőség (ebből egy 500cc-ben), 55 dobogós helyezés (ebből 2 500cc-ben), és 17 futamgyőzelem áll a neve mellett.